# STS–51–J
Az STS–51–J jelű küldetés az amerikai űrrepülőgép-program 21., az Atlantis űrrepülőgép első repülése.

## Jellemzői
Az űrrepülőgép rekordmagasságot elérve végezte szolgálatát. A repülés elsődleges célja a teljes rendszer világűrbeli körülmények között történő kipróbálása. A tesztrepülés bizonyította az űreszköz biztonságos manőverező és leszálló képességét. William Pailes lett a második katonai űrhajós a világűrben. Az Amerikai Védelmi Minisztérium megbízásából a második Space Shuttle repülés. A küldetés során a legénység útnak indított két katonai kommunikációs műholdat.
A beépített kanadai Canadarm (RMS) manipulátorkar 50 méter kinyúlást biztosított (műholdak indítás/elfogása, külső munkák [kutatás, szerelések], hővédőpajzs külső ellenőrzése) a műszaki szolgálat teljesítéséhez.

### Első nap
1985. október 3-án a szilárd hajtóanyagú gyorsítórakéták (SRB) segítségével Floridából, a Cape Canaveral (KSC) Kennedy Űrközpontból, a LC39–A jelű indítóállványról emelkedett a magasba. Orbitális pályája 94,2 perces, 28,45 fokos hajlásszögű, elliptikus pálya-perigeuma 476 kilométer, apogeuma 486 km volt.

### Hasznos teher
1. Development Flight Instrumentation (DFI) – az űrsikló rendszereinek folyamatos ellenőrzésére (felszállás, orbitális mozgás, leszállás),
2. Aerodynamic Coefficient Identification Package (ACIP) – az űrsikló aerodinamikai tulajdonságait mérte a repülés ideje alatt,
3. Orbiter Experiment Program (OEX) – az űrsikló aerodinamikai együtthatójának meghatározása.

### Műholdak
Katonai távközlési műholdak (felderítő, kommunikáció). Építette a Lockheed Martin Telecommunications, működtette az Air Force Space, a Missile Systems Center (SMC) (Los Angeles), a Department of Defense (DoD)  (Washington) és a Nemzeti Hírszerző Szolgálat. Biztosították, hogy az Egyesült Államok elnöke, az amerikai nukleáris erők vezérkara és a Honvédelmi Tanács bármely pillanatban kapcsolatba léphessen egymással, illetve a hadsereg (szárazföldi, légi és vízi, illetve űregységet irányító) egységeivel. Aktív szolgálati idejüket túllépve teljesítettek szolgálatot.

#### USA 11
Geocentrikus pályán (körpályához közelítő) elhelyezkedő űreszköz. Háromtengelyesen stabilizált (giroszkóp) műhold, DSCs–3 típusú (katonai típusjele ES–5A). Típusmegnevezések: USA 11; DSCS–3F–2 (Defense Satellite Communications System); DSCS–3B–4. Kódszáma: SSC 16116. Súlya 1043 kilogramm. Tervezett aktív élettartama 10 év. Formája négyszögletes, szélessége 1,96x1,96 méter, magassága 2,7 méter. Az energiaellátást biztosító napelemek fesztávolsága 2x11,63 méter. Az éjszakai (földárnyék) energiaellátást NiCd (kémiai) akkumulátorok biztosították. Antennarendszere stabil és elektromosan vezérelhető parabola típusból állt. Felszereltségéhez két digitális fényképezőgép tartozott. Pozíciójának tartását (pályakorrekciók végzése) gázmotorral végezte.
Előző műhold az USA 9 (1985 – 014A), következő műhold az USA12 (1985 – 092C).

#### USA 12
Technikai adatai megegyeznek az USA 11 űreszköznél leírtakkal. Típusmegnevezések: USA 12; DSCS–3F–3 (Defense Satellite Communications System); DSCS–3B–5. Kódszáma: SSC 16117.
Előző műhold az USA 11 (1985-092B), következő műhold az USA 10 (1985-093A).

### Negyedik nap
1985. október 7-én Kaliforniában az Edwards légitámaszponton (AFB) szállt le. Összesen 4 napot, 1 órát, 44 percet töltött a világűrben. 2 776 000 kilométert repült, 64 alkalommal kerülte meg a Földet. Egy különlegesen kialakított Boeing 747 tetején október 11-én visszatért kiinduló bázisára.

## Személyzet
(zárójelben a repülések száma az STS–51–J-ig, azzal együtt)
- Karol Bobko (3), parancsnok
- Ronald Grabe (1), pilóta
- David Hilmers (1), küldetésfelelős
- Robert Stewart (2), küldetésfelelős
- William Pailes (1), rakományfelelős

### Tartalék személyzet
- Michael Warren Booen – MSE (BoB) rakományfelelős, mérnök. (MSE – a katonai műholdak üzembe helyezésének, pályairányba állításának specialistája.)

### Visszatérő személyzet
- Karol J. Bobko (3), parancsnok
- Ronald Grabe (1), pilóta
- David Hilmers (1), küldetésfelelős
- Robert Lee Stewart (2), küldetésfelelős
- William Pailes (1), rakományfelelős